# Polyblastus gorodkovi
Polyblastus gorodkovi là một loài tò vò trong họ Ichneumonidae.